# Les Alleux
Les Alleux ist eine Ortschaft und eine ehemalige französische Gemeinde mit 77 Einwohnern (Stand 1. Januar 2022) im Département Ardennes in der Region Grand Est. Sie gehörte zum Arrondissement Vouziers und zum gleichnamigen Kanton.
Mit Wirkung vom 1. Januar 2016 wurden die früheren Gemeinden Le Chesne, Louvergny und Les Alleux zu einer Commune nouvelle mit dem Namen Bairon et ses environs zusammengelegt und haben in der neuen Gemeinde den Status einer Commune déléguée.
Nachbarorte sind Neuville-Day und Montgon im Nordwesten, Le Chesne im Nordosten, Belleville-et-Châtillon-sur-Bar im Osten, Noirval im Südosten, Quatre-Champs im Süden, Terron-sur-Aisne im Südwesten und Voncq im Westen.

## Bevölkerungsentwicklung
| Jahr      | 1962 | 1968 | 1975 | 1982 | 1990 | 1999 | 2008 | 2015 |
| --------- | ---- | ---- | ---- | ---- | ---- | ---- | ---- | ---- |
| Einwohner | 166  | 125  | 102  | 69   | 72   | 63   | 81   | 82   |

## Sehenswürdigkeiten
- Kapelle Sainte-Geneviève
- Château de Maison-Rouge
- Kriegerdenkmal zum Gedenken an die im Zweiten Weltkrieg Gefallenen
- Kirche Saint-Jean-Baptiste

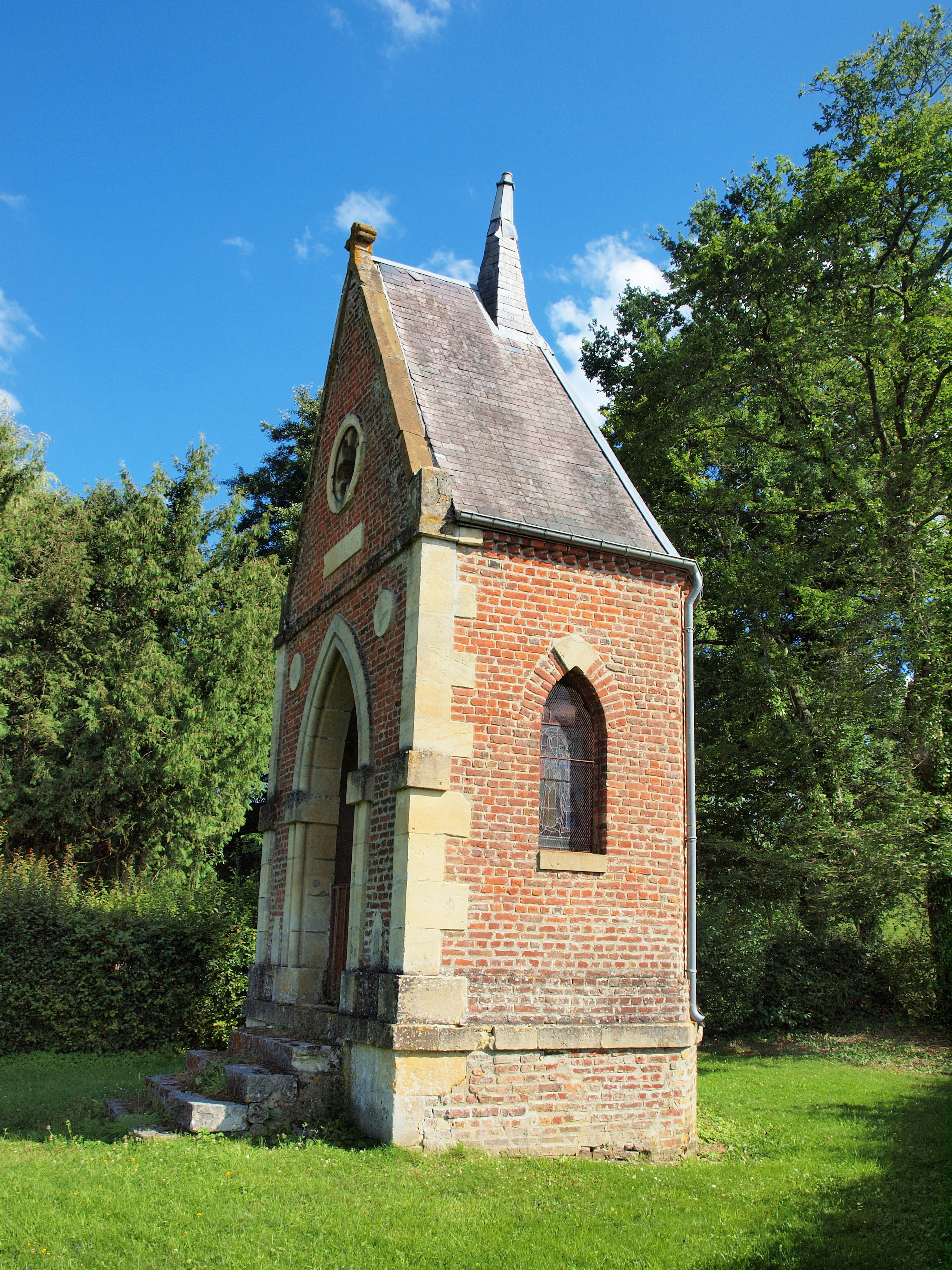
Kapelle Sainte-Geneviève
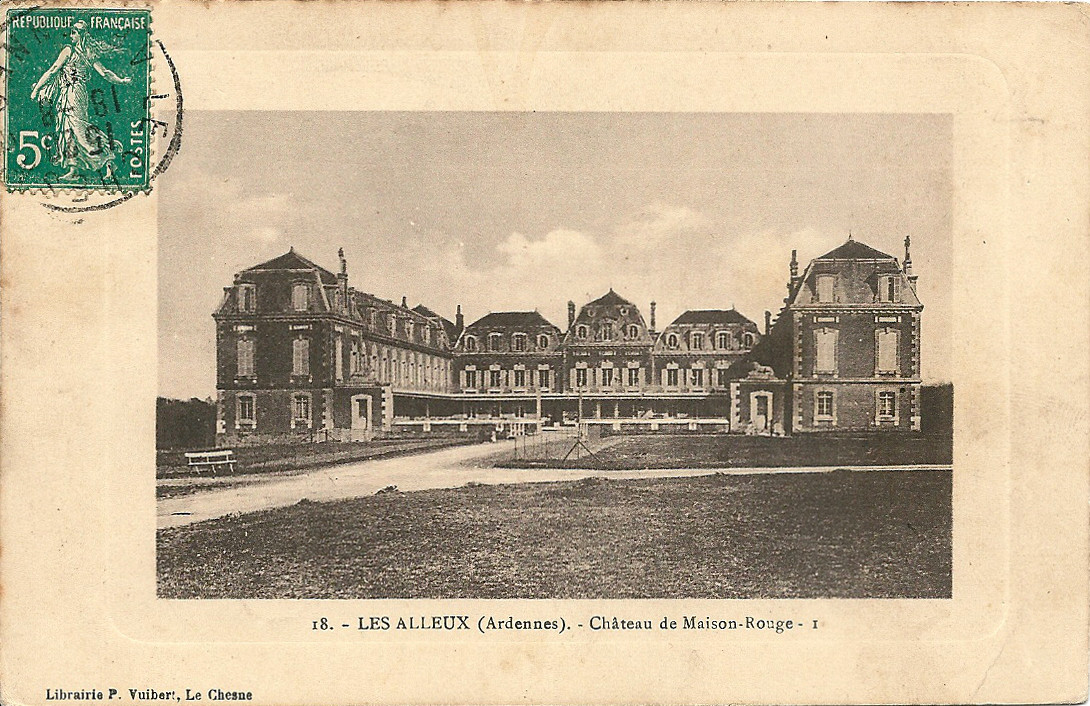
Château de Maison-Rouge
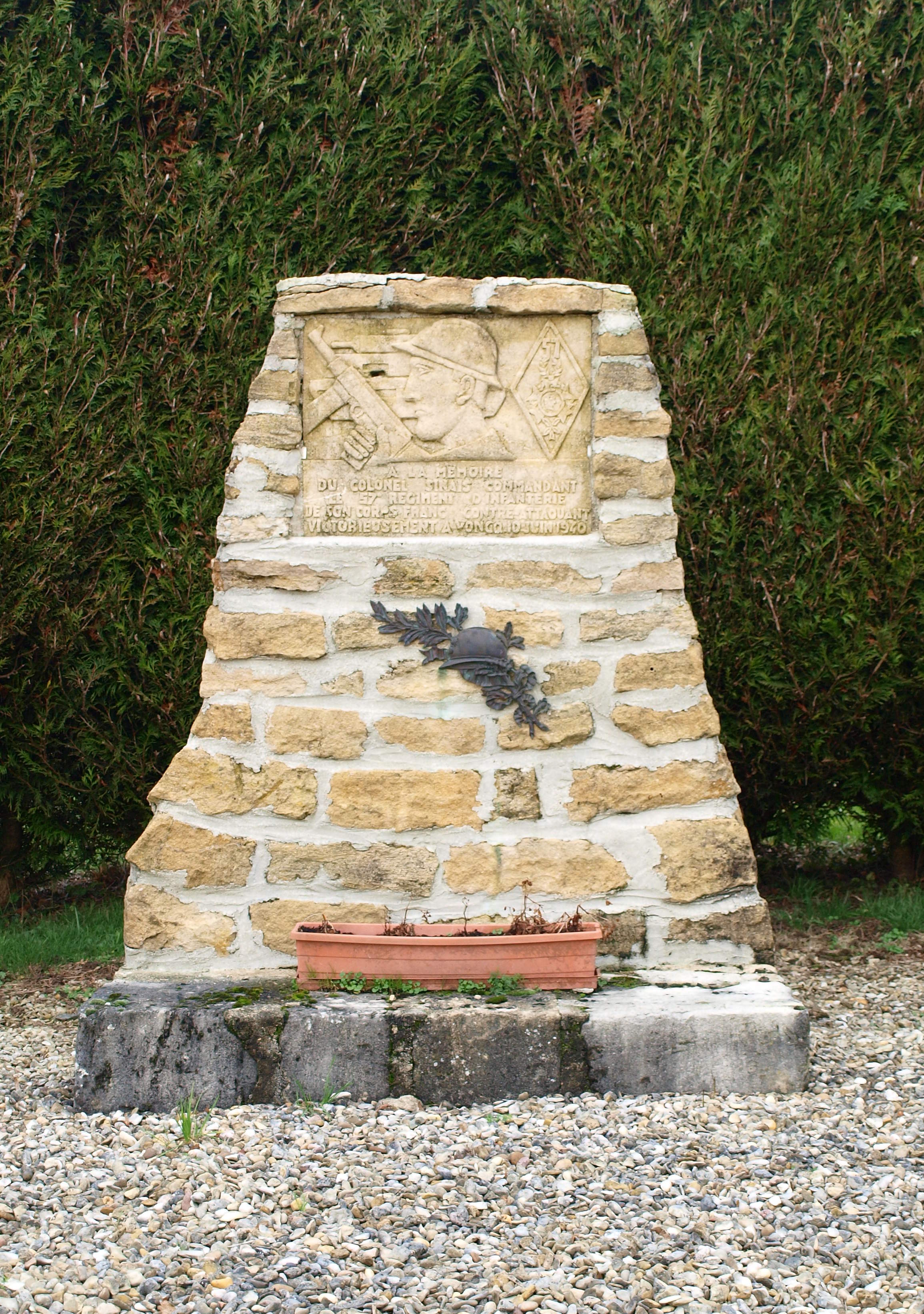
Kriegerdenkmal
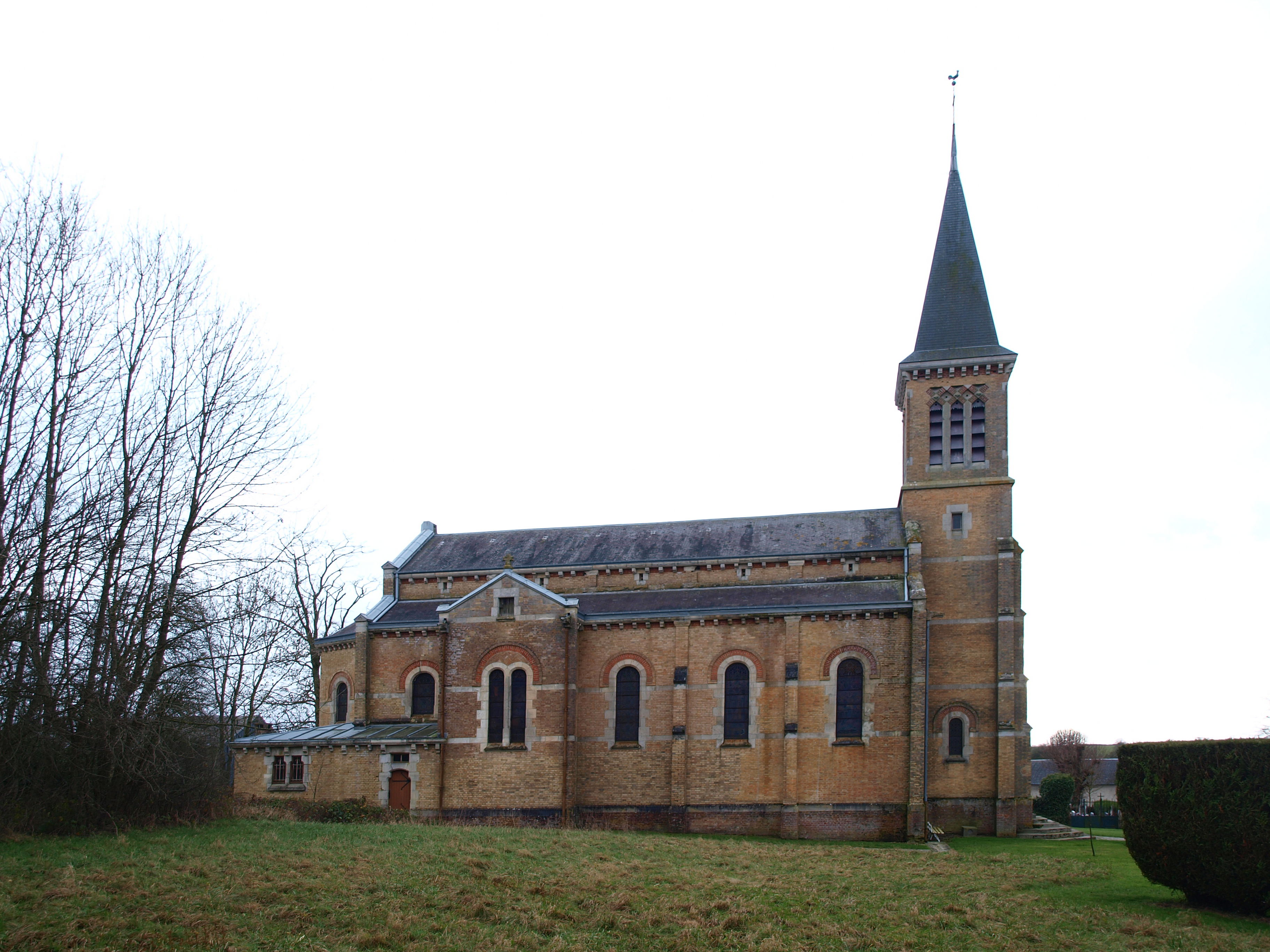
Kirche Saint-Jean-Baptiste